# Bavay
Bavay è un comune francese di 3 608 abitanti, situato nel dipartimento del Nord nella regione dell'Alta Francia.

## Storia

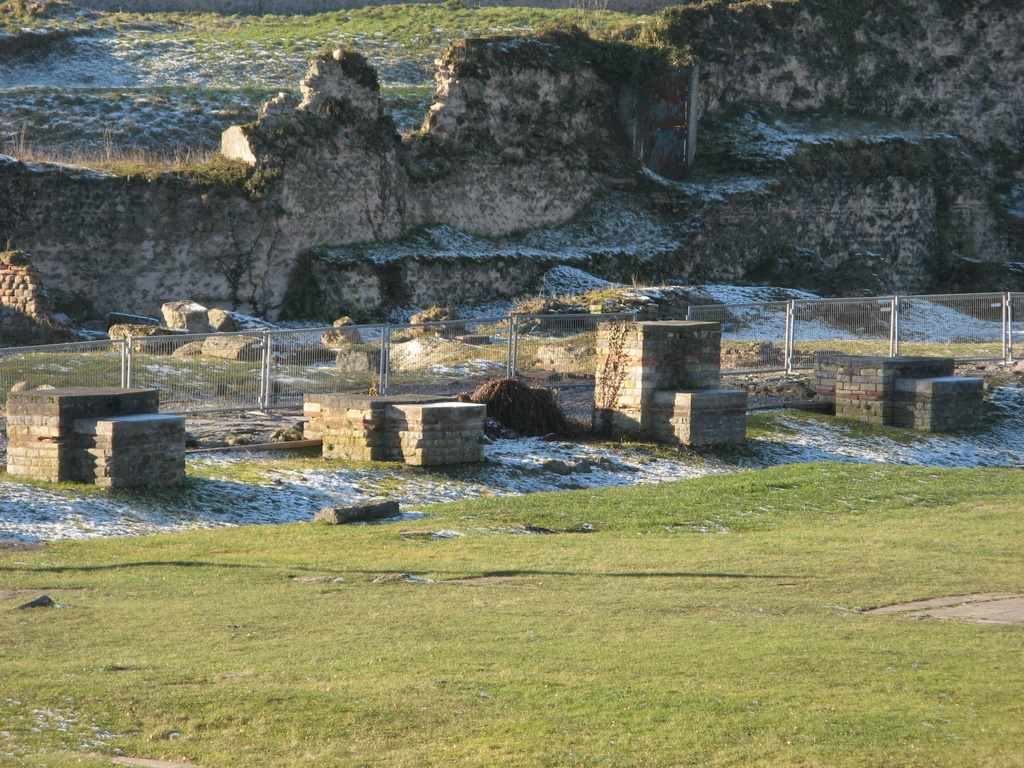
Bagacum

Col nome di Bagacum Nerviorum o Bavacum fu la capitale del popolo gallico dei Nervi e, sotto l'Impero romano, un importante centro commerciale. Distrutto durante le invasioni barbariche, non riacquistò mai la sua antica importanza. Fu molto colpita durante le guerre dei secoli XV, XVI e XVII.

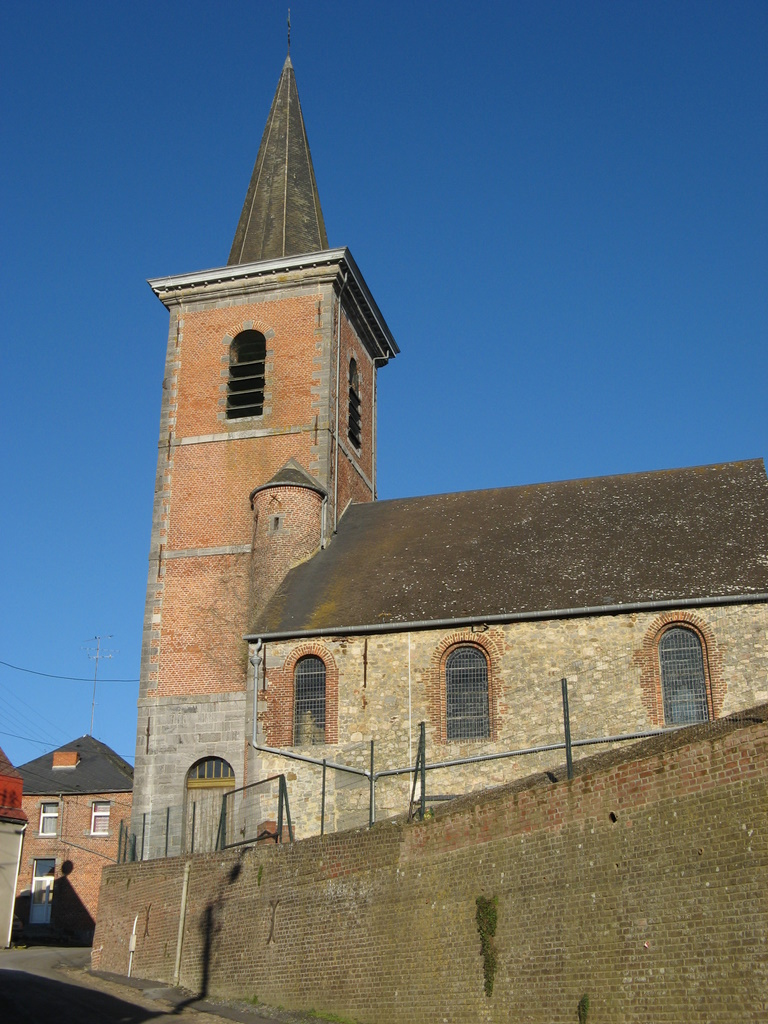
Una delle chiese di Bavay

## Società

### Evoluzione demografica
Abitanti censiti